# Daniel Gutiérrez Pedreiro
Daniel Gutiérrez Pedreiro (México, 1964) es un poeta mexicano. Su obra ha merecido análisis y antologías.

## Vida y carrera
Estudió Letras Hispánicas en la UNAM. A su cargo han estado las ediciones facsimilares, entre otras, de El Quijote de la Mancha (1608), La poesía cubana en 1936, La poesía moderna en Cuba (1926), Poetas jóvenes cubanos (1922), Cien sonetos a la muerte de Lope de Vega (1636), Edición facsimilar selecta de El hijo del Ahuizote (2010), Iconografía de José Martí (2017) y la Primera Iconografía de Carlos Manuel de Céspedes (2018). Ha publicado poesía, cuento, crítica literaria, pintura, dibujo y fotografía, todo a nivel internacional.

## Obra
Es autor de los siguientes poemarios publicados:
- Ángel de una sola noche (1993)[1]   1. ↑  (Universidad Autónoma de Baja California Sur, México. UABCS).
- Danza de los lagartos (1994)
- Piedras en lamento (1995)
- Ícaro triste (1995)
- Sombra bajo la piel (1995)
- Canto sediento (1997)
- Cielo imposible (2001)
- Viento solar (2002)
- Cantos a Silvana (2003)
- Babel en nocturno (2006)
- Los cristales derretidos (2007)
- El sueño de Dánae (2009)
- Eva Canta (2009)
- Baja Crepuscular (2010)
- Los otros (2010)
- Eco en sedición (2011)
- Nocturno Náufrago / Ángel perfecto (2011)
- De amor para la anónima (2012)
- Zoología calafia (2012)
- Silencio temporal (2012)
- Monólogo de Lázaro (2012)
- Reconstrucción del olvido (2015)
- Espejo del ciego (2015)
- Diario de viaje (2016)
- Danza de los lagartos (segunda edición) (2017)
- Cuerpo en ruinas (2017)
- Entusiasmo por la muerte (2019)
- Poemas de Amor para Silvia Patricia (2020)
- Cartas de Pigmalión (2020)
- Cantos a Silvana (segunda edición) (2020)
- Luz de luna negra. Axiomas, Máximas y Sentencias (2020)
- Puerta al vacío (2020)
- Jano en su laberinto (2020)
- Andamios del Solo -Adoración de La Giganta- (2021)
- Desnuda la luz del deseo camina sobre el agua ardiente del sueño (2021)
- Opus de los decapitados (2021)
- Ángel de una sola noche -segunda edición- (2021)
- Icaro triste -segunda edición- (2022)

Obra adjunta
- Antología Cósmica de Daniel Gutiérrez Pedreiro (1999) por Fredo Arias de la Canal. Editado por Frente de Afirmación Hispanista A. C., México.
- Antología de la Poesía Oral-traumática y Cósmica de Daniel Gutiérrez Pedreiro en "Silencio Temporal" por Fredo Arias de la Canal. FAH (2012)

### Antologías
- Lecturas de Baja California Sur (INEA, México, 1990).
- Poetas hispanoamericanos para el tercer milenio, tomo III, por Alfonso Larrahona Kasten (Valparaíso, Chile, 1995).
- Las dedicatorias (Mi artículo, edición de José Ríos, Montevidio, Uruguay, 1996).
- Poesía Latina hacia la centuria XXI (Pegaso ediciones, Argentina, 1998).
- Poesía y cuento hacia el III Milenio (Pegaso ediciones, Argentina, 1999).
- Colección Diez, antología 99 (Pegaso ediciones, Argentina, 1999).
- En la agonía del milenio, una tormenta de letras. Un ciclo de lecturas y más. 1999. (Y la nave va).
- Homenaje a Alfonsina Storni, Poesía hispanoamericana (Argentina, 1999).
- Homenaje a Jorge Luis Borges (Argentina, 2000).
- Poesía Latino americana. Argentina-México. (Ediciones Poesía del Rosdario. Argentina, 1999).
- Homenaje a Federico García Lorca (Argentina, 2001).
- Homenaje a las letras hispanoamericanas (Argentina, 2002).
- Homenaje a Octavio Paz (Argentina, 2003).
- Eco de voces (Generación poética de los sesenta). Selección, presentación y notas de Juan Carlos H. Vera. (Ediciones Arlequín. Fondo Nacional para la Cultura y las Artes. Sigma. Servicios Editoriales. México, 2004).
- Across the line. La poesía en Baja California (San Diego, California, USA, 2002).
- Del silencio hacia la luz.

Artículos publicados por Daniel Gutiérrez Pedreiro:
- Alejandro Ruiz González, creador de su propio universo (Presentación exposición de pintura Hechizo, de Alejandro Ruiz González, 23 de sep. 1999).
- Azul en llamas. (Poesía de Salomón Villaseñor Martínez, poeta mexicano. Suplemento La tinta suelta n.º 391. Diario Acontecer. 10 de septiembre de 1996).
- Carmen Morales o la belleza sublime. (Libro Temporada con los mortales de Carmen Morales, poeta cubana.) Publicado por primera vez en La tinta suelta. Diario Acontecer. Por segunda ocasión en Alhucema n.º 8, julio-dic. 2002. Albolote, Granada, España).
- Dondelanada (Poesía de María Luisa García. Poeta española. Suplemente La tinta suelta n.º 394. Diario Acontecer. 1 de octubre de 1996).
- El ojo poético de Guillermo H. Vera. (Fotógrafo mexicano). Suplemento La tinta suelta n.º 489. Diario Acontecer. 1 de septiembre de 1998).
- La creación cósmica intemporaria de Alejandro Ruiz González (Pintor mexicano). Publicado en suplemento La tinta suelta n.º 512. Diario Acontecer. Miércoles 3 de marzo de 1999).
- Libro de la inasible. (Poesía de Ileana Álvarez González, poeta cubana). Publicado por primera vez en suplemento La tinta suelta n.º 410. Diario Acontecer. 11 de febrero de 1997. Por segunda ocasión en revista Videncia n.º 1/98, Ciego de Ávila, Cuba, enero-junio de 1998).
- Revelaciones poéticas de Francis Sánchez. (Libro Revelaciones atado al mástil. Poesía de Francis Sánchez, poeta cubano. Suplemento La tinta Suelta n.º 501. Diario Acontecer. 24 de noviembre de 1998. Por segunda ocasión en revista Vitral, Pinar del Río, Cuba. Marzo-abril de 1999).
- Una poesía admirable. (Libro Taller del admirable. Poesía de Miguel D. Torres, poeta argentino. Publicado por primera vez en Chivilcoy, argentina, Diario de la mañana, s/f, 1998. Por segunda ocasión en La tinta suelta n.º 511 (24 de febrero de 1999), por tercera ocasión en Chivilcoy poético n.º 8 y 9, febrero de 2000, Chivilcoy, Argentina).
- Rituales poéticos de Carmen Hernández Peña. (Libro Rituales del viajero. Poesía de Carmen Hernández Peña, poeta cubana. (Publicado en Alhucema n.º 10, segunda época. Julio-diciembre de 2003, Albolote, Granada, España).

Artículos publicados sobre la obra de Daniel Gutiérrez Pedreiro:
- Cara a cara con Daniel Gutiérrez Pedreiro (Ángel Roldán. El Aleph. Suplemento cultural diario La Extra. La Paz Baja California Sur, México. 14 de agosto de 1994).
- Comentario literario [Sobre Danza de los Lagartos]. Manuel Cabrera. Semanario Todo Coquimbo. Coquimbo, Chile. 12 de agosto de 1995).
- Daniel Gutiérrez Pedreiro: Ascenso y caída [Sobre Icaro triste]. Ariel Fernández, crítico chileno. Publicado en suplemento La tinta suelta n.º 349. Diario Acontecer. Edo de México. 14 de noviembre de 1995.
- Daniel Gutiérrez Pedreiro en Cuba. (Sin autor). Artículo sobre exposición gráfica en Holguín, Cuba. Suplemento La tinta suelta n.º 502. Diario Acontecer. Edo. de México. 2 de diciembre de 1998).
- Daniel Gutiérrez Pedreiro, lagarto de sí mismo. (Janitzio Villamar, México. Publicado en suplemento La tinta suelta n.º 562. Diario Acontecer. Edo. de México. 15 de marzo de 2000).
- Danza y muerte (Daniel Gutiérrez Pedreiro. Autoanálisis de Danza de los lasgartos. El Aleph n.º 107. Diario La Extra, La Paz, Baja California Sur, México. 21 de agosto de 1994).
- Danza de los lagartos, danza de la creación (Rubén Rivera. 10 de mayo de 1994. Contratapa del libro Danza de los lagartos, primera edición).
- El valle de los espejos (Luis Fernando Gómez Cota. Diario La Extra. La Paz Baja California, Sur. 16 de abril de 1992).
- Icaro triste (Antonio González-Guerrero, español. Publicado por primera vez en suplemento La tinta suelta n.º 345. Diario Acontecer, el 17 de octubre de 1995 y por segunda ocasión en El Día, de Toledo, España el 24 de diciembre de 1995).
- Lagartos (Judith Coronel. Suplemento La tinta suelta n.º 242. Diario Acontecer. Edo. de México, 24 de junio de 1994).
- La sedición poética de Daniel Gutiérrez Pedreiro (Francis Sánchez, cubano. Publicado por primera vez en La tinta suelta n.º 581. Diario Acontecer. 2 de agosto de 2000. Por segunda ocasión en Alhucema n.º 5, segundo semestre 2000 en Albolote, España; en una tercera publicación en la revista Norte n.º 423/424, noviembre-diciembre de 2001, en México, D.F.).
- Presentación Ángel de una sola noche (Gabriel Rovira. Panorama, serie "Pasos poéticos". UABCS, La Paz Baja California, Sur, 1993).
- Sombra bajo la piel (Mary Rodríguez Herrera. Diario Equinoccio n.º 24, Caracas, Venezuela. Noviembre-diciembre de 1996).
- Un joven gran poeta: Daniel Gutiérrez Pedreiro (Miguel D. Torres. Revista Chivilcoy poético n.º 4. Chivilcoy, Argentina, enero de 1997).
- Piedras en lamento (Romeo Tello, catedrático de la Universidad Nacional Autónoma de México, UNAM. Suplemento La tinta suelta n.º 309. Diario Acontecer. Edo. de México, 10 de marzo de 1995).
- Daniel Gutiérrez Pedreiro, el poeta de la personificación (Adalberto Hechavarría Alonso, cubano. Revista La Urpila n.º 66. Montevideo, Uruguay, enero-junio de 2002).
- Daniel Gutiérrez Pedreiro, viento solar (Norma Suiffet. Revista La Urpila n.º 67. Montevideo, Uruguay, julio-diciembre de 2002).
- Cielo imposible (Emilio Ballesteros. Revista Alhucema n.º 8, julio-diciembre de 2002. Albolote, Granada, España, 2002).
- Cantos a Silvana (Emilio Ballesteros. Alhucema n.º 10, segunda época, julio-diciembre de 2003. Albolote, Granada, España).
- Rasgos del nuevo discurso poético. [Comentario sobre Babel en nocturno], por Pedro Alberto Assef, poeta cubano. Diario Mi gente. 16 de enero de 2007. Charlotte, NC, USA), Carolina del Norte.
- Babel en Nocturno (2006), Daniel Gutiérrez Pedreiro. (Norma Suiffet, revista La Urpila n.º 76, enero-junio de 2007. Montevideo, Uruguay).
- Daniel Gutiérrez Pedreiro, Los cristales derretidos (Juan Ruiz de Torres, español). Asociación Prometeo de Poesía, Madrid, España, octubre de 2007).
- El recreacionismo de Daniel Gutiérrez Pedreiro en la Danza de los lagartos (Roberto Mendoza Ayala. 14 de junio de 1994. Leído durante la presentación del libro Danza de los lagartos en el aula magna, facultad de Filosofía y Letras, UNAM, México).

- Datos: Q5798418